# Nastane
Nastane (Stan) su bivše naselje na Šćedru, u Splitsko-dalmatinskoj županiji.

## Upravna organizacija
Pripada Jelsi.

## Zemljopisni položaj
Nalazi se u brdu na središnjem dijelu otoka.

## Vanjske poveznice
- Kućice u Nastanama  Arhivirana inačica izvorne stranice od 12. rujna 2014. (Wayback Machine)